# George Bacovia
George Bacovia (născut George Andone Vasiliu; n. 17 septembrie 1881, Bacău, România – d. 22 mai 1957, București, România) a fost un scriitor român format la școala simbolismului literar francez. Este autorul unor volume de versuri și proză scrise în baza unei tehnici unice în literatura română, cu vădite influențe din marii lirici moderni francezi pe care-i admira, dar și, cum spune versul bacovian, „din Eminescu, Heine și Lenau.” La început văzut ca poet minor de critica literară, va cunoaște treptat o receptare favorabilă, mergând până la recunoașterea sa drept cel mai important poet simbolist român și unul dintre cei mai importanți poeți din poezia română modernă.

## Biografie

### Copilăria
George Andone Vasiliu s-a născut în casa comerciantului Dimitrie Vasiliu și a Zoei Vasiliu pe actuala stradă G. Bacovia nr. 13 în Bacău. Copilul în vârsta de doar 6 ani începe să învețe limba germană. Apoi între 1889-1890 urmează clasa întâi la un pension din Bacău. În 1891 îl aflăm înscris la Școala Primară Domnească nr. 1 din Bacău. Trei ani mai târziu absolvă cursul primar, în luna iunie. În același an se înscrie la Gimnaziul Ferdinand din Bacău. Toamna rămâne închis o noapte întreagă, din neatenția paracliserului, în turnul bisericii Precista din orașul natal. Această întâmplare îi va inspira poezia Amurg violet, scrisă în 1899. Anii traumatici din liceu și atmosfera cam rece îi inspiră un alt poem celebru, "Liceu". 
În 1898 își pune pe note câteva poezii precum și altele de Mihai Eminescu și Ștefan Petică. Vădește mare talent la desen. Se dovedește foarte bun executant la vioară și la alte instrumente din orchestra școlii, pe care o și dirijează. Se evidențiază la gimnastică. În 1899 obține premiul I pe țară la concursul Tinerimii române pentru "desen artistic de pe natură". Îi apare în Literatorul din 30 martie poezia Și toate, scrisă cu un an înainte, semnată V. George.

### Studiile

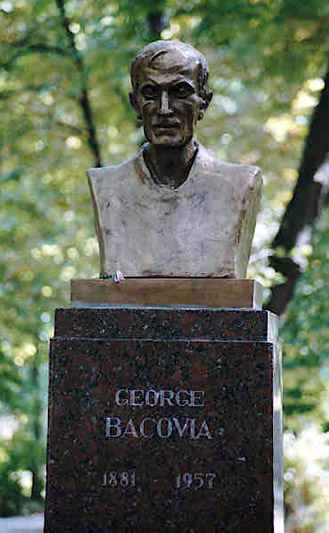
George Bacovia - Bust de Milița Petrașcu

În 1900 se înscrie la Școala Militară din Iași, de unde se retrage în al doilea semestru, neputând suferi disciplina cazonă. Compune poezia Plumb, o va finisa totuși abia în 1902. În 1901 se înscrie în cursul superior al Liceului Ferdinand. Absolvă liceul din Bacău în 1903. Scrie poezia "Liceu", ca răspuns la un chestionar adresat de minister absolvenților din acel an, în vederea reformei învățământului inițiată de Spiru Haret. Se înscrie la Facultatea de Drept din București. Citește într-una din ședințele salonului literar al lui Macedonski poezia  Plumb, care produce o puternică impresie.
Citește în 1904 la cenaclul lui Macedonski Nervi de toamnă, obținând același succes. Colaborează la revista Arta de la Iași. Se retrage de la Facultatea de Drept din București. Se stabilește în 1905 În București, împreună cu fratele său Eugen. Un an mai târziu în 1906 se reîntoarce la Bacău, stabilindu-se în locuința din strada Liceului.Scrie poezia Lacustră.
În 1907 se înscrie la Facultatea de Drept din Iași și reîncepe cu anul I. Rămâne la Iași și anul următor. Colaborează la revista lui I.M. Rașcu Versuri, mai târziu Versuri și proză.Între 1909-1910 merge la Iași numai în perioada examenelor, restul timpului locuind la Bacău iar în 1911 obține diploma de licență în drept și se înscrie în baroul din Bacău. Plătește zece ani cotizație, dar nu profesează. Colaborează la Românul literar al lui Caion în 1912. Suplinitor la Școala Primară din Bacău și la Călugara, suburbie a Bacăului. Colaborează la Flacăra. Copist la Prefectura din Bacău.
Din 1913 devine ajutor contabil la aceeași prefectură dar se îmbolnăvește și demisionează.

### Perioada interbelică
În 1914 se internează la sanatoriul de tuberculoși Dr. Mărgăritescu din București. Publică în suplimentul literar al ziarului Seara. Trimite la tipar volumul Plumb. În 1915 editează la Bacău, în colaborare, revista Orizonturi noi. Publică poezii, proză, recenzii, sub mai multe pseudonime. Strânge relațiile de prietenie cu Alexandru Macedonski.

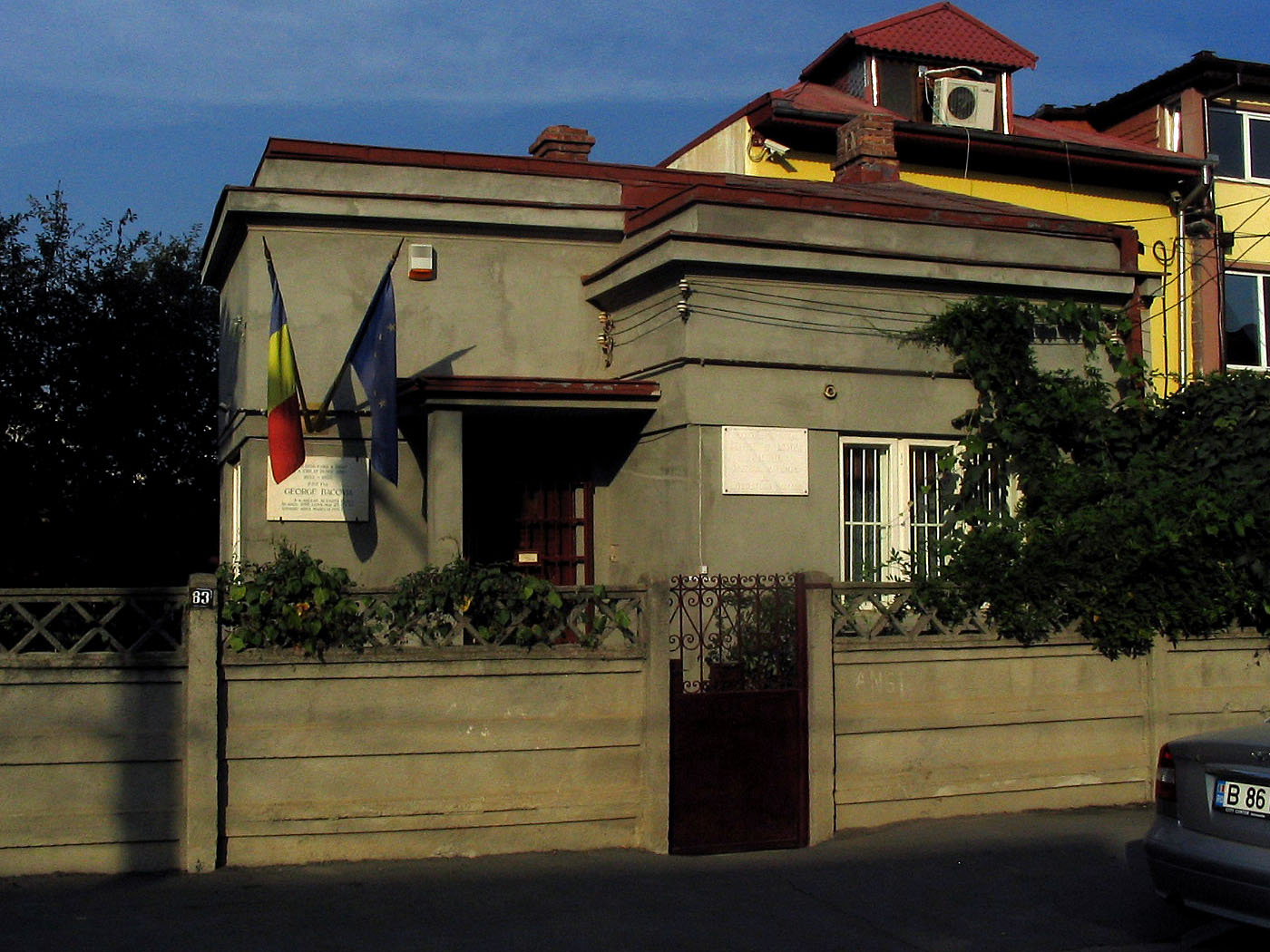
Casa Bacovia din București, astăzi muzeu

În 1916 devine copist la Direcția învățământului secundar și superior din Ministerul Instrucțiunii. În iulie apare în librării volumul Plumb. În timpul războiului, în octombrie, este trimis cu arhiva direcției sale în evacuare la Iași.

În perioada 1917-1919 e funcționar în București. În 1920 devine șef de birou clasa a III-a în Ministerul Muncii. În 1921 este avansat șef de birou clasa a I-a în același minister. Se îmbolnăvește de plămâni și demisionează. Un an mai târziu se reîntoarce la Bacău.

În 1924 apare la Râmnicu Sărat ediția a II-a a volumului Plumb. Este numit suplinitor de desen și caligrafie la Școala comercială de băieți din Bacău. În 1925 devine primul director al revistei Ateneu  din Bacău, care a fost înființată de Bacovia împreună cu Grigore Tăbăcaru. În 1926 tipărește pe cont propriu la Bacău volumul Scântei galbene. Îi apare și volumul Bucăți de noapte, editat de poeta Agatha Grigorescu. Între 1926-1928 funcționează ca profesor suplinitor de desen și caligrafie la Școala comercială de băieți din Bacău.

Masa de lucru a poetului

În 1928 se căsătorește cu Agatha Grigorescu și se stabilește la București, unde soția sa era profesoară.
În 1929 retipărește volumele Plumb și Scântei galbene sub titlul Poezii, la Editura Ancora. Reapare sub conducerea sa revista Orizonturi noi.
În 1930 este numit referent la Direcția Educației Poporului. Îi apare volumul Cu voi.... Din noiembrie 1930 până în octombrie 1933, locuiește în Bacău, fără serviciu. În 1931 i se naște unicul fiu, Gabriel, iar în 1932 Societatea Scriitorilor îi aprobă o pensie lunară de 1000 lei.

Din 1933 se stabilește cu familia în capitală, unde rămâne până la sfârșitul vieții.
În 1934 i se tipărește volumul antologic Poezii. 
În 1936 publică volumul Comedii în fond.

În 1940 i se majorează pensia acordată de S.S.R la 2000 lei lunar. Se înființează Casa de pensii a scriitorilor, de unde obține o pensie de 10.000 lei lunar. În 1944 apare volumul intitulat Opere, care reunește toate scrierile sale publicate anterior.

### După război
În 1945 este numit bibliotecar la Ministerul Minelor și Petrolului.
Este editat în 1946 volumul Stanțe burgheze, pentru care va fi criticat de autoritățile comuniste. Este pus la index, dar la mijlocul anilor '50 este repus în circulație.
E sărbătorit ulterior de Ministerul Artelor, care-l și angajează. În 1956 i se publică volumul Poezii.
Moare în ziua de 22 mai 1957 în locuința sa din București (cart. Giurgiului).

## Opera

Muzeul Bacovia din Bacău

Despre George Bacovia s-a spus inițial că e un poet simbolist, dar criticii au remarcat ulterior că își depășește epoca, aparținând poeziei române moderne. 
Dacă în primul său volum, Plumb, publicat în 1916, imediat după ce carnagiul din Primul Război Mondial se dezlănțuise, influența poeziei simboliste era foarte vizibilă, abia din volumele următoare, în Scântei galbene sau Comedii în fond, Bacovia descoperă rețeta poeziei moderne, apropiată de proza poetică. Criticii interbelici au văzut în Bacovia un neosimbolist (George Călinescu) sau "o bisericuță dintr-un lemn" (E. Lovinescu), un poet cu o materie poetică insuficientă. Abia după cel de-al Doilea Război Mondial, poezia sa este afiliată curentelor de gândire mai noi, fiind pusă în paralel cu teatrul absurdului Mihail Petroveanu, cu anumite curente ale modernismului poetic, cu suprarealismul, dicteul automat, imagismul sau chiar expresionismul dar și cu școli filozofice cum ar fi existențialismul (Ion Caraion) etc.
George Călinescu apreciază că „Bacovia moștenește de la Traian Demetrescu...ținuta de refractar, nostalgia maladivă, <<filozofiile>> triste și mai ales tonul de romanță sfâșietoare, cu complicări estetice precum audiția colorată. Simbolismul poetului e acela din tradiția sumbră a baudelairianismului, cu ploi insinuante, provincie, urât funebru, monotonie burgheză, tristeță autumnală :
```
                 Plouă, plouă, plouă
                 Vreme de beție
                 Și s-asculți pustiul
                 Ce melancolie !
                 Plouă, plouă, plouă...
```

Prototipii sunt Rodenbach, Rimbaud și Verlaine.” 

### Volume antume
- Plumb, București, 1916
- Scîntei galbene, Bacău, 1926
- Bucăți de noapte, București, 1926, [proză simbolistă]
- Poezii, București, 1929
- Cu voi..., București, 1930
- Poezii, prefață de Adrian Maniu, București, 1934
- Comedii în fond, București, 1936
- Opere, București, 1944
- Stanțe burgheze, București, 1946
- Poezii, București, 1956 (ediție revăzută și adăugită de autor, 1957)
- Opere, Estetic Urban, 1957

### Ediții postume (selectiv)
- Lacustră, ediție bibliofilă alcătuită de Mircea Coloșenco, București, Muzeul Literaturii Române, 2001.
- Opere, prefață, antologie, note, bibliografie de Mihail Petroveanu, text stabilit, variante de Cornelia Botez, București, Editura Minerva, 1978.
- Opere, ediție de Mihail Petroveanu și Cornelia Botez, București, Editura Fundației Culturale Române, 1994.
- Opere, ediție alcătuită de Mircea Coloșenco, București, Editura Univers Enciclopedic, 2001.
- Opere, București, Editura Semne, 2006.
- Plumb. Versuri și proză, prefață de Nicolae Manolescu, București, Editura pentru Literatură, 1965.
- Plumb, Iași, Editura Junimea, 1982.
- Plumb, Timișoara, Editura Helicon, 1994 (reeditare 1996).
- Plumb, Iași, Institutul European, 1997.
- Plumb (poezii, proză), București. Editura Albatros, 1998.
- Plumb, ediție îngrijită, postfață, tabel cronologic, aprecieri critice de Elisabeta Lăsconi, București, Editura Gramar, 2001 (reed. 2004, 2007).
- Plumb, București & Chișinău, Litera Internațional , 2001.
- Plumb, București, Editura Humanitas, 2007.
- Poezii, ediție îngrijită și repere istorico-literare de Cornelia Botez, București, Editura Minerva, 1980.
- Poezii, Galați, Editura Porto-Franco, 1991.
- Poezii, București, Editura Universal Dalsi, 2001.
- Poezii . Proză, postfață și bibliografie de Ion Bogdan Lefter, București, Editura Minerva, 1983 (reed. 1987).
- Proză, București, Editura Minerva, 1980.
- Rar, poeme rostite la radio, București, Casa Radio, 2005.
- Scrieri alese, prefață de Ov. S. Crohmălniceanu, București, Editura pentru Literatură, 1961.
- Stanțe burgheze, cu 32 de desene inedite ale autorului și câteva ciorne, Bacău, Look Design, 2000.
- Versuri, București, Editura Saeculum, 1996.
- Versuri și proză, ediție îngrijită, tabel cronologic, note, repere critice și bibliografie de Ion Nistor, prefață de Mircea Anghelescu, București, Editura Albatros, 1985 (reed. 1987, 1990).
- Versuri și proză, București, Editura Eminescu, 1987.

### În alte limbi
- Lila alkonyat (Amurg violet), traducere în limba maghiară de Kiss Jenő, Bukarest, 1965.[7]
- Plumb / Plomo, ediție bilingvă româno-spaniolă, București, Editura Minerva, 1974.
- Plumb / Lead, ediție bilingvă româno-engleză, București, Editura Minerva, 1980.
- Poemă în oglindă / Poème dans le miroir, ediție bilingvă româno-franceză, Cluj, Editura Dacia, 1988.
- Plumb / Plomb, ediție bilingvă româno-franceză, Pitești, Editura Paralela 45, 1998 (reed. 2004).
- Plumb de iarnă / Lead of winter, ediție bilingvă româno-engleză, Norcross, Ga., Criterion, 2002.
- Poezii / Versek, ediție bilingvă româno-maghiară, București, Editura Gramar, 2003.
- Cu voi. Con voi. Florilegiu româno-italian, selecție, traducere, biobibliografie și postfață de Geo Vasile, București, Editura Ideea Europeană, 2007.
- Plumb. Versuri. Piombo. Versi. Antologie bilingvă româno-italiană, selecție, traducere, biobibliografie și eseu critic de Geo Vasile. Roma, Fermenti Editrice, 2008.
- Gaudeamus. Versuri. Versi. Ediție bilingvă româno-italiană, Di Felice Editore, 2015
- Blei und andere Gedichte. Dionysos, Boppard, ins Deutsche: Christian W. Schenk, 2018, ISBN 978-1-9807-2919-8.

## Premii și distincții
- În 1923 a fost premiat de Ministerul Artelor pentru volumul Plumb.
- În 1925 primește premiul pentru poezie al Societății Scriitorilor Români, ex aequo împreună cu Lucian Blaga.
- În 1934 Premiul Național de poezie este acordat lui George Bacovia și lui Tudor Arghezi.

### Distincții
- Ordinul Muncii clasa I (3 noiembrie 1956) „pentru îndelungată activitate literară, cu prilejul împlinirii a 75 ani de viață”[8]